# Gene Fairbanks

a Compétitions nationales et continentales officielles uniquement.

b Matchs officiels uniquement.
Dernière mise à jour le 5 mai 2015.
Gene Fairbanks, né le 8 août 1982 à Goondiwindi dans le Queensland (Australie), est un joueur de rugby à XV australien. Il joue au poste de centre ou de demi d'ouverture.

## Carrière
Gene Fairbanks a fait sa scolarité au Downlands College à Toowoomba et il a été invité à rejoindre le Reds Rugby College en 1997. Il débute en sénior pour le club de rugby à XV des Easts. Gene Fairbanks fait ses débuts en Super 12 en 2003, pour les Queensland Reds, dans une partie contre les Waikato Chiefs à Hamilton. Cette même année il est sélectionné dans l'équipe d'Australie des moins de 21 ans. Sa saison 2004 pour les Reds a été contrariée par une blessure au pied pendant la pré-saison.
Il rejoint les ACT Brumbies en 2005 et inscrit un essai dès son premier match contre les Canterbury Crusaders. Il fait deux brillantes saisons en 2005 et en 2006, qui le conduisent aux portes de l'équipe nationale d'Australie pour la tournée d'automne [précision nécessaire] 2006 mais ne dispute aucun match. 
En 2009, il signe avec l'équipe japonaise des Honda Heat. 
Il revient en Australie pour le Super Rugby 2011 avec la Western Force, jouant 9 matchs.
Il termine sa carrière au Japon en 2015, après trois saisons passées avec les Kintetsu Liners.

## Palmarès

### En club
- 47 matchs de Super Rugby (1 avec les Reds, 37 avec les Brumbies et 9 avec la Western Force)

## Équipe nationale
- 0 sélection pour l'Équipe d'Australie de rugby à XV.
- Sélections par année : 0 en 2006.
- Tri-nations disputé : aucun.
- Coupe du monde de rugby disputée : aucune.